# Charlotte Worthington
Charlotte Elizabeth Worthington (* 26. Juni 1996 in Manchester) ist eine britische BMX-Radsportlerin. Seit 2018 nimmt sie an internationalen Freestyle-Wettkämpfen teil. Sie gewann 2019 und 2021 zwei Weltmeisterschafts-Bronzemedaillen und wurde bei den 2021 ausgetragenen Olympischen Spielen in Tokio erste Olympiasiegerin in dieser Disziplin.

## Werdegang
Worthington wuchs als Tochter eines Gärtners und einer Aushilfslehrerin mit einem Bruder in Chorlton, einem Stadtteil von Manchester, auf. Zum Extremsport kam sie in ihrer Jugend über das Scooterfahren. Später begann sie zusätzlich mit BMX-Freestyle, worauf sie ab Mitte der 2010er-Jahre ihren sportlichen Schwerpunkt legte. Nach ihrem Schulabschluss arbeitete sie drei Jahre in Vollzeit als Köchin in verschiedenen Restaurants und nahm parallel dazu als Hobby an BMX-Wettkämpfen teil. 2018 wurde sie nach Erfolgen auf nationaler Ebene in das Förderprogramm von British Cycling aufgenommen: Der britische Radsportverband baute angesichts der für die Olympischen Spiele 2020 geplanten BMX-Freestyle-Premiere ein Olympia-Perspektivteam auf. Worthington gab ihren Beruf als Köchin auf, konzentrierte sich auf den Sport und zog in die Midlands, wo sie in dem Skatepark Adrenaline Alley in Corby trainierte. Sie erreichte in ihrer ersten Weltcupsaison 2018 drei Ergebnisse unter den besten Sechs und gewann 2019 mit 91,6 Punkten vor Lara Lessmann die Goldmedaille bei den erstmals ausgetragenen BMX-Freestyle-Europameisterschaften. Bei den Urban-Cycling-Weltmeisterschaften des gleichen Jahres in Chengdu holte sie beim Sieg der US-Amerikanerin Hannah Roberts die Bronzemedaille und sicherte sich zugleich die Qualifikation für die Olympischen Spiele in Tokio.
Im Vorfeld der wegen der COVID-19-Pandemie um ein Jahr verschobenen Olympiapremiere gewann Worthington im Juni 2021 eine zweite WM-Bronzemedaille hinter Hannah Roberts und Nikita Ducarroz. Bei den Spielen in Tokio belegte sie nach dem Vorlauf den vierten Rang. Im olympischen Finale landete sie – neben anderen Tricks – als erste Frau in einem BMX-Wettbewerb einen 360 Backflip, den sie zuvor monatelang geübt, aber nie in einem Wettkampf präsentiert hatte. Mit einer Wertung von 97,5 Punkten gewann sie mit 1,4 Punkten Vorsprung auf Hannah Roberts die erste olympische Goldmedaille in dieser Disziplin.
Worthington wird von dem mehrmaligen X-Games-Sieger Jamie Bestwick trainiert. In der Folge ihres Olympiasiegs wurde sie zum Mitglied des Order of the British Empire ernannt, hatte aber mit Motivationsproblemen zu kämpfen. Im UCI-BMX-Freestyle-Weltcup 2022 war sie Dritte der Gesamtwertung, bei den Weltmeisterschaften 2022 und 2023 war sie im Finale und belegte den fünften bzw. siebten Rang. In der Olympischen Qualifikationsserie 2024 verpasste sie als Elfte die direkte Qualifikation für ihre Titelverteidigung, wurde aber aufgrund der WM-Ergebnisse dennoch für den olympischen Freestyle-Wetttkampf nominiert, wo sie in der Qualifikation ausschied.

## Erfolge
2019
- Britische Meisterin – BMX-Freestyle Park
- Europameisterin – BMX-Freestyle Park
- Weltmeisterschaften – BMX-Freestyle Park

2021
- Olympische Spiele – BMX-Freestyle
- Weltmeisterschaften – BMX-Freestyle Park

2022
- Britische Meisterin – BMX-Freestyle Park

2023
- Britische Meisterin – BMX-Freestyle Park